# Przedrzeźniacz ciemny
Przedrzeźniacz ciemny (Dumetella carolinensis) – gatunek średniej wielkości ptaka z rodziny przedrzeźniaczy (Mimidae), jedyny przedstawiciel rodzaju Dumetella. Nie wyróżnia się podgatunków.
MorfologiaDługość ciała 21–24 cm; masa ciała 23–56 g. Ogon długi, lekko uniesiony. Pióra łupkowoszare z wierzchu i od spodu. Czapeczka czarna; pokrywy podogonowe kasztanowate. Obie płci są podobne. Młode ptaki są brązowoszare, z jasnordzawymi pokrywami podogonowymi.
Zasięg, środowiskoZadrzewienia z gęstym podszytem, zarośla, ogrody; od środkowej po południowo-wschodnią część Ameryki Północnej. Zimę spędza w południowo-wschodniej i południowo-środkowej części Ameryki Północnej po Amerykę Środkową i północno-zachodnią Kolumbię.
StatusIUCN uznaje przedrzeźniacza ciemnego za gatunek najmniejszej troski (LC, Least Concern) nieprzerwanie od 1988 (stan w 2020). Organizacja Partners in Flight szacuje liczebność populacji na 27 milionów dorosłych osobników. Trend liczebności populacji uznawany jest za stabilny.